# Динардо, Даниэль Николас
Даниэль Николас Динардо (англ. Daniel Nicholas DiNardo; род. 23 мая 1949, Стьюбенвилл, США) — американский кардинал. Коадъютор Су-Сити с 19 августа 1997 по 28 ноября 1998. Епископ Су-Сити с 28 ноября 1998 по 16 января 2004. Коадъютор Галвестона—Хьюстона с 16 января 2004 по 28 февраля 2006. Архиепископ Галвестона—Хьюстона с 28 февраля 2006 по 20 января 2025. Кардинал-священник с титулом церкви Сан-Эузебио с 24 ноября 2007.

## Ранняя жизнь и образование
Даниэль Николас Динардо родился в Стьюбенвилле, штате Огайо, и был сыном Николаса и Джейн (в девичестве Грин) Динардо. Один из четырех детей: у него есть старший брат Томас, сестра-близнец Маргарет и младшая сестра Мэри-Энн. Семья позднее переехала в Касл Шэннон, штат Пенсильвания, пригород Питтсбурга, поскольку ребенком Николас притворился будто служит мессу в облачениях, вышитых его матерью и в алтаре, который построил его отец.
Он посещал начальную школу Святой Анны с 1955 по 1963 год и окончил управляемую иезуитами епископскую латинскую школу в 1967 году. Тогда же он поступил в семинарию Святого Павла, где он был одноклассником Дэвида Зубика (который позднее стал епископом Питтсбурга) и Дьюкенский университет в Питтсбурге. В 1969 году Николасу Динардо была предоставлена базилианская стипендия по философии в Католическом Университете Америки в Вашингтоне, где он позднее получил степень магистра философии. В дальнейшем он обучался в Риме, заработал лиценциат по богословию в Папском Григорианском Университете и изучал патрологию в Augustinianum (Коллегии августинцев).

## Священство
16 июля 1977 года Динардо был рукоположен в священника епископом Питтсбурга Винсентом Леонардом. Он тогда служил приходским викарием в церкви Святого Пия X в Бруклине до 1980. В 1981 он был назван помощником канцлера Питтсбургского диоцеза и по совместительству профессора в семинарии Святого Павла. В то время как в семинарии Святого Павла он служил как духовный директор семинаристов.
С 1984 по 1990 год Динардо работал в Риме сотрудником Конгрегации по делам епископов в Римской Курии. В это время он также служил директором Виллы Стритча (1986—1989) — дома для американского духовенства, работающего для Святого Престола, и адъюнкт-профессором в Папском Североамериканском Колледже.
По своем возвращении в США в 1991 году он был назначен помощником секретаря по образованию по Питтсбургскому диоцезу и одновременно служил сослужителем с Полом Дж. Брэдли церкви Мадонны дель Кастелло в Свиссвале. Он стал пастором основанной церкви Святых Иоанна и Павла во Франклин-парке в 1994.

## Епископская карьера

### Епископ Су-Сити
19 августа 1997 года Динардо был назначен коадъютором епископа епархии Су-Сити, штат Айова, папой римским Иоанном Павлом II. Он получил свою епископскую ординацию 7 октября 1997, ординацию проводил епископ Су-Сити Лоренс Соунз, которому сослужили епископ Питтсбурга Дональд Вюрл и епископ Ла-Кросса Рэймонд Бёрк, в церкви Рождества Господа Нашего Иисуса Христа. Девизом своего епископства он сделал слова: Ave Crux Spes Unica, взятые из латинского гимна Vexilla Regis и значащие: «Приветствуем, о Крест, наша единственная Надежда».
Он наследовал Соунзу, став шестым епископом Су-Сити после отставки последнего 28 ноября 1998 года.

### Архиепископ Галвестона-Хьюстона
Динардо был позднее назначен коадъютором епископа Галвестона—Хьюстона, штат Техас, 16 января 2004 года. Диоцез был приравнен к рангу столичной митрополии Иоанном Павлом II 29 декабря 2004 года — таким образом Динаро стал коадъютором архиепископа. Когда папа римский Бенедикт XVI принял отставку Джозефа Фиоренцы, Динардо наследовал за ним как второй архиепископ Галвестона—Хьюстона 28 февраля 2006 года. Он получил паллий — епископское облачение, носимое епископами-митрополитами, от Бенедикта XVI 29 июня того же года.
Как архиепископ он является духовным лидером приблизительно 1,3 миллионов католиков. Ему помогает епископ-викарий Джо С. Васкес. Он когда-то прокомментировал, «есть некоторый смысл церкви в Техасе… Она более непринуждена, неофициальна, как я думаю, хорошо».
17 октября 2007 года Святой Престол объявил, что Динардо и 23 других священнослужителя будут приняты в Коллегию Кардиналов Бенедиктом XVI. Динардо был возведён в кардиналы-священники титулярной церкви Сан-Эузебио на консистории от 24 ноября 2007 года в соборе Святого Петра. Он будет иметь право участвовать в любом будущем Папском конклаве, пока он не достигнет возраста 80-летия 23 мая 2029 года. Он — первый кардинал-архиепископ от епархии на Юге США.
17 января 2009 года Динардо стал членом Папского Совета по Культуре. В марте того же года он характеризовал выбор президента Барака Обамы, чтобы быть спикером на актовом дне церемонии окончания учебы университета Нотр-Дам, как «очень неутешительный», рассматривая взгляды Обамы, выступающего против запрещения абортов.
Динардо недавно попытался уничтожать остающуюся католическую церковь на полуострове Боливара — Наша Мать Милосердия — церковь, которая пережила ураган Айк с минимальными повреждениями. Прихожане получили предписание суда, предотвращающее разрушение, но не прежде, чем церковь была отнята митрополией. Бывший священник прихода планировал отслужить мессу для сообщества Боливара, но кардинал Динардо хотел запретить ему выполнение этого.
Динардо, в настоящее время — член опекунского совета Католического университета Америки.
Участник Конклава 2025 года, где был избран папа Лев XIV.

## Личное
Кардинал Динардо носит слуховой аппарат, потому что отложения кальция в его ушах повредили его слух. Несмотря на свои трудности со слухом, он все ещё предпочитает петь или частично напевать мессу.